# Carlo Cattaneo
Carlo Cattaneo (Milán, 15 de junio de 1801 -Lugano, 6 de febrero de 1869, fue un filósofo italiano .

## Trayectoria

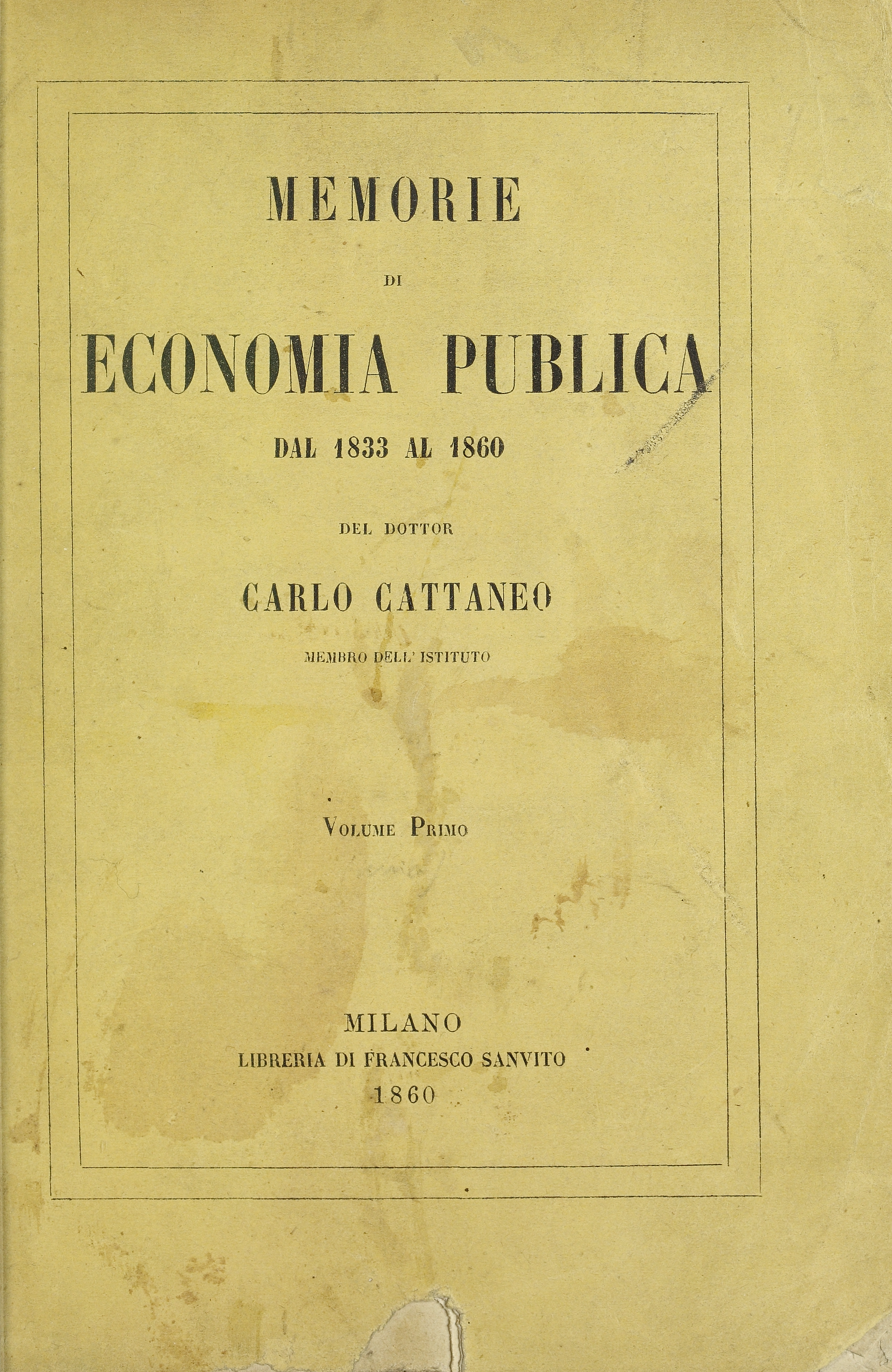
Memorie di economia pubblica dal 1833 al 1860, 1860.

Formado en la tradición empirista de Romagnosi, enseñó durante un tiempo en el Gymnasium de Milán. En 1839 fundó el periódico mensual Il Politecnico, que se publicó hasta 1844. Participó en la insurrección de Milán de 1848 y se exilió en París y Lugano . En esta ciudad suiza publicó una nueva etapa de Il Politecnico, entre 1860 y 1863.
Cattaneo se interesó por la filosofía, la historia y las ciencias sociales, y en todas estas disciplinas aplicó un espíritu empirista en gran medida positivista y en todo caso historicista . Se opuso enérgicamente al espiritualismo y al rosminianismo, corrientes a las que acusó de ser subjetivas y de separar la teoría de la práctica. Para él no existe un principio universal y absoluto en filosofía, ni ningún método universal: hay una pluralidad de nociones y una pluralidad de métodos, cada uno de los cuales puede justificarse por su aplicabilidad. La filosofía no debe huir de la práctica, que es a la vez la realidad y la posibilidad de su transformación por medios técnicos y científicos. El desarrollo social de la humanidad es el horizonte en el que se desarrolla el pensamiento filosófico. El hombre es, desde sus orígenes, un ser social, de modo que un examen del espíritu humano es un examen del espíritu asociado con los demás. Cattaneo fue llamado un "positivista político" por este motivo. Por todo ello se considera que existen similitudes entre las ideas de Cattaneo y algunas corrientes posteriores, como el pragmatismo .

## Obras

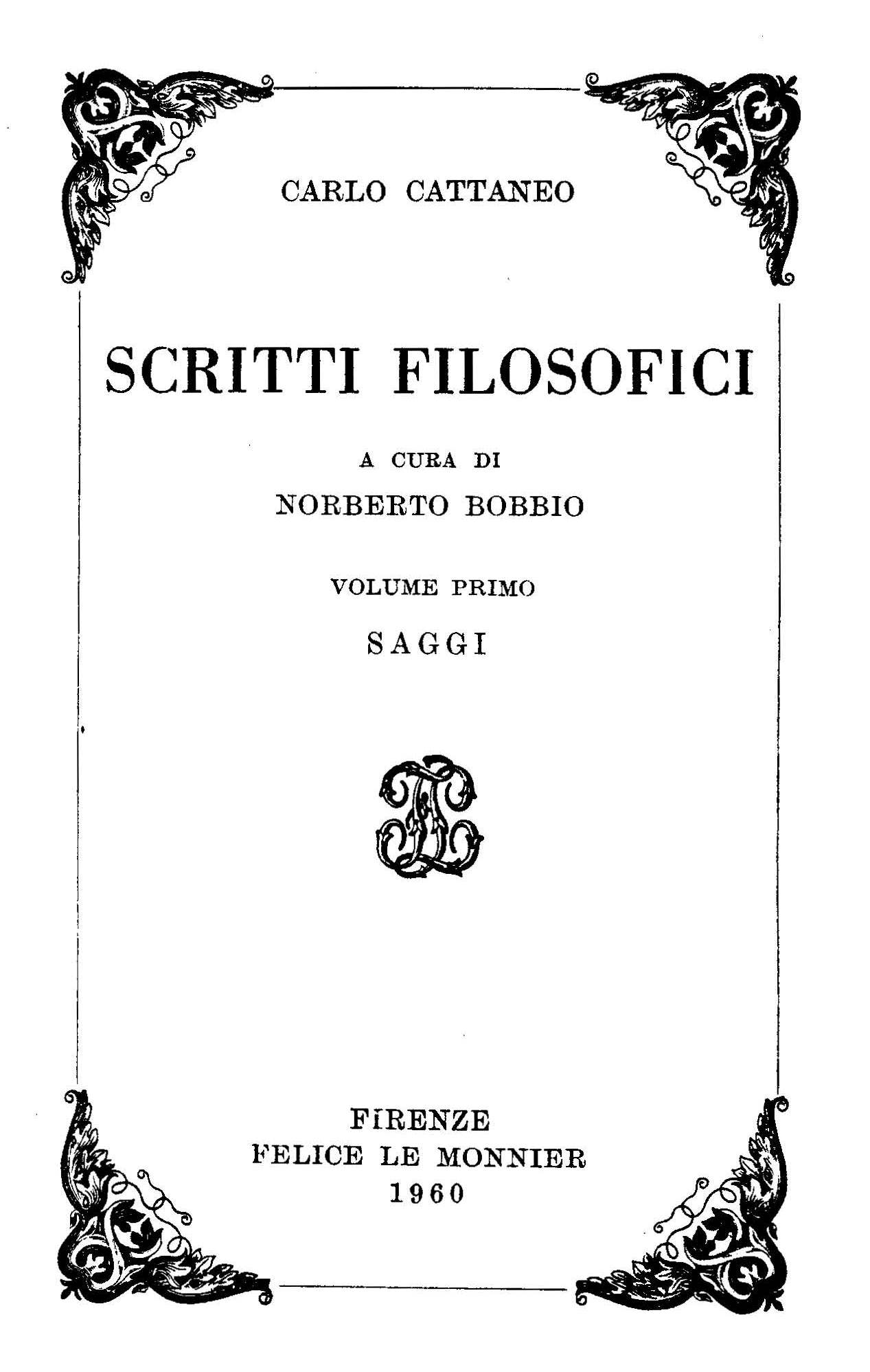
Portada de sus Escritos filosóficos

- Opere edite e inedite, 1881-1892, 7 volumes.
- Scritti completi editi e inediti, 1925 e seguintes.
- Invito agli amatori della filosofia, 1857.
- Idea di una psicologia della scienza, 1859, parte da incompleta Psicologia delle menti associate.